# 로이드 셔
로이드 셔(Lloyd Sherr, 1956년 2월 28일 ~ )은 미국의 성우이다.